# Curtis Brown (astronaute)
Pour les articles homonymes, voir Curtis Brown et Brown.
Curtis Lee Brown, Jr. dit Curt est un astronaute américain né le 11 mars 1956.

## Vols réalisés
- Endeavour STS-47, mission Spacelab, lancée le 12 septembre 1992
- Atlantis STS-66, lancée le 3 novembre 1994
- Endeavour STS-77, lancée le 19 mai 1996
- Discovery STS-85, lancée le 7 août 1997
- Discovery STS-95, lancée le 29 octobre 1998
- Discovery STS-103, lancée le 19 décembre 1999 : mission de maintenance du Télescope spatial Hubble.